# Keith Omoerah
Keith Omoerah (nacido el 2 de marzo de 1992 en Winnipeg, Canadá), es un jugador de baloncesto canadiense de nacionalidad nigeriana. Con 1 metros y 96 centímetros de estatura, puede jugar en la posiciones de alero y escolta en las filas del Jämtland Basket de la Basketligan, la máxima categoría del baloncesto sueco.

## Trayectoria
Formado en la Universidad de Manitoba, disputaría la NCAA con los Manitoba Bisons desde 2013 a 2017.
Tras no ser drafteado en 2017, en la temporada 2017-18, juega en las filas del Bærum Basket de la BLNO noruega, con el que promedia 18,67 puntos en 21 partidos disputados.
En la temporada 2018-19, se marcha a Ucrania para jugar en el MBС Mykolaiv de la Superliga de Baloncesto de Ucrania, con el que promedia 13,62 puntos en 21 partidos disputados.
En la temporada 2019-20, firma por el BC Odessa de la Superliga de Baloncesto de Ucrania, con el que disputaría 3 partidos.
En la temporada 2020-21, volvería a las filas del MBС Mykolaiv de la Superliga de Baloncesto de Ucrania, en el que jugaría 18 partidos promediando 12.89 puntos de media.
El 30 de abril de 2021, firma por el Union Poitiers Basket 86 de la Pro B, en el que promedia 9,62 puntos, 4,5 rebotes y 2 asistencias en los 27,4 minutos que jugó de media en 8 partidos disputados.
El 30 de agosto de 2021, se incorpora a la plantilla del Levitec Huesca de la Liga LEB Oro.
El 1 de diciembre de 2021, firma por el Jämtland Basket de la Basketligan, la máxima categoría del baloncesto sueco.

## Selección nacional
Es internacional con la selección de baloncesto de Nigeria con la que debutaría en 2017. En 2020, disputaría 6 partidos clasificatorios para el Afrobasket.